# The Chosen Ones (album)
Albums de Stratovarius
Destiny
(1998) Infinite
(2000)
The Chosen Ones est un album de compilation du groupe finlandais Stratovarius, publié le 16 novembre 1999.

## Liste des titres
| No  | Titre                               | Durée |
| --- | ----------------------------------- | ----- |
| 1.  | Black Diamond (Visions)             | 5:41  |
| 2.  | Twilight Time (Twilight Time)       | 5:52  |
| 3.  | Father Time (Episode)               | 5:05  |
| 4.  | The Hands of Time (Twilight Time)   | 5:37  |
| 5.  | Dream With Me (Destiny)             | 5:14  |
| 6.  | Paradise (Visions)                  | 4:28  |
| 7.  | Out of the Shadows (Twilight Time)  | 4:11  |
| 8.  | Forever (Episode)                   | 3:09  |
| 9.  | Full Moon (Dreamspace)              | 4:33  |
| 10. | Kiss of Judas (Visions)             | 5:50  |
| 11. | S.O.S. (Destiny)                    | 4:19  |
| 12. | Dreamspace (Dreamspace)             | 6:00  |
| 13. | Against the Wind (Fourth Dimension) | 3:49  |
| 14. | Speed of Light (Episode)            | 3:08  |
| 15. | 4000 Rainy Nights (Destiny)         | 5:51  |
| 16. | Will the Sun Rise? (Episode)        | 5:06  |

## Musiciens
- Timo Tolkki (guitare)
- Jens Johansson (clavier)
- Jari Kainulainen (basse)
- Timo Kotipelto (chant)
- Jörg Michael (batterie)